# Rafael Gratsch
Rafael Gratsch   (Muríguino, 6 d'agost de 1932 - Moscou, 14 de juny de 1982) va ser un patinador de velocitat rus, que va competir sota bandera de la Unió Soviètica durant les dècades de 1950 i 1960..
El 1956 va prendre part en els Jocs Olímpics d'Hivern de Cortina d'Ampezzo, on guanyà la medalla de plata en la prova dels 500 metres del programa de patinatge de velocitat. Quatre anys més tard, als Jocs de Squaw Valley, guanyà la medalla de bronze en aquesta mateixa prova. El 1964, a Innsbruck, disputà, els seus tercers, i darrers, Jocs Olímpics. En aquesta ocasió fou desè en els 500 metres.
En el seu palmarès també destaca el campionat soviètic dels 500 metres de 1960.